# Caumont (Ariège)
 Caumont  es una población y comuna francesa, en la región de Mediodía-Pirineos, departamento de Ariège, en el distrito de Saint-Girons y cantón de Saint-Lizier.

## Demografía
| 285 | 292 | 250 | 255 | 287 | 313 |
| Para los censos de 1962 a 1999 la población legal corresponde a la población sin duplicidades (Fuente: INSEE [Consultar]) |     |     |     |     |     |